# 미국 육군의 사령부 목록
다음은 미국 육군에서 옛날에 혹은 현재 운영하고 있는 사령부의 목록이다.

## 주요사령부
Major Command (MAJCOM)

### 육군사령부
영어: Army Command (ACOM)
- 미국 육군 전력사령부(FORSCOM) - 노스캐롤라이나주 포트 리버티
- 훈련교리사령부(TRADOC) - 버지니아주 포트 유스티스
- 육군물자사령부(AMC) - 앨라바마주 레드스톤 조병창
- 육군미래사령부(AFC) - 텍사스주 오스틴

### 육군근무구성사령부
Army Service Component Command (ASCC)
- 미국 남부 육군 (USARSO) - 텍사스주 포트 샘 휴스턴
- 미국 북부 육군 (USARNORTH) - 텍사스주 포트 샘 휴스턴
- 미국 중부 육군 (USARCENT) - 노스캐롤라이나주 쇼 공군기지
- 미국 아프리카 육군 (USARAF) - 이탈리아 비첸차 캠프 다비
- 미국 유럽-아프리카 육군 (USAREUR) - 독일 비스바덴
- 미국 태평양 육군 (USARPAC) - 포트 샤프터
- 육군특수작전사령부(ARSOC) - 노스캐롤라이나주 포트 리버티; 1989년 12월 1일
- 지상전개배급사령부(SDDC) - 일리노이주 스콧 공군기지
- 우주미사일방어사령부(SMDC) - 앨라바마주 헌츠빌; 1985년 7월 1일
- 육군사이버사령부(ARCYBER) - 버지니아주 포트 벨보어

### 직접보고부대
Direct Reporting Units (DRU)
- 의무사령부(MEDCOM) - 텍사스주 포트 샘 휴스턴
- 정보보안사령부(INSCOM) - 버지니아주 포트 벨보어
- 범죄수사대 (CID) - 버지니아주 콴티코 해병대기지
- 인적자원사령부(HRC) - 켄터키주 포트 녹스
- 미국 육군 공병대 (USACE) - 워싱턴 D.C.
- 워싱턴 육군 군관구 (MDW) - 워싱턴 포트 맥내어
- 육군시험평가사령부(ATEC) - 메릴랜드주 애버딘 시험장
- 육군사관학교 (USMA) - 뉴욕주 웨스트포인트
- 획득지원센터 (ASC) - 버지니아주 포트 벨보어
- 육군대학교 (USAWC) - 펜실베이니아주 칼라일
- 홍보행사여단 (Marketing and Engagement Brigade) - 켄터키주 포트 녹스

## 지리별

### 대서양
- 대서양 수송터미널사령부(Transportation Terminal Command, Atlantic)
- 대서양 기지사령부(Atlantic Base Command)
- 대서양 지역보건사령부(RHC-A)
  - 대서양 공중보건사령부(PHC-A)
  - 대서양 치의보건사령부(DHC-A)
- 버뮤다 수송터미널사령부(Transportation Terminal Command, Bermuda)
- 버뮤다 기지사령부(Bermuda Base Command); 1941년 4월 ~ 1948년, 해체
- 그린란드 기지사령부(GBC); 1947년 9월 1일 ~ 1950년 10월 19일
- 뉴펀들랜드 기지사령부(NBC); 1941년 1월 15일 ~ 1950년 10월 1일
- 아이슬란드 기지사령부(IBC; 1941년 7월 ~ 1947년 3월
- 트리니다드 기지사령부(TBC); 1941년

### 아시아-태평양
- 괌 사령부(Guam Command); 1944년 ~ 1946년
- 마리아나-보닌 사령부(MARBO); 1946년 ~ 1956년
- 중앙태평양 기지사령부(CPBC)
- 서태평양 기지사령부(WPBC)
- 남태평양 기지사령부(SPBC)
- 알류샨 열도군; 1943년, 알류샨 열도 전역
- 극동수송터미널사령부(TTC-FE)
- 태평양 수송터미널사령부(Transportation Terminal Command, Pacific)
- 태평양 의무대응사령부(RHC-P)
  - 태평양 공중보건사령부(PHC-P)
  - 태평양 치의보건사령부(DHC-P)
- 태평양 통신사령부(STRATCOM-PAC)
- 하와이 기지사령부(Hawaii Base Command)
- 하와이 방어사령부(Hawaii Defense Command); 1947년 1월 1일 ~ 1957년 7월 1일[1]

#### 대한민국
- 군산 항만지역사령부(Kunsan Port Area Command)
- 대구 군사사령부(Taegu Military Command Area) - 캠프 헨리
- 대구-대전 지역사령부(Taegu-Taejoon Area Command)
- 부산 기지사령부(Pusan Base Command); 1950년 7월 4일 ~ 14일
- 부산 군수사령부(Pusan Logistics Command); 1950년 7월 14일 ~ 8월 11일
- 부산 지구사령부(Pusan District Command)
- 서울 지역사령부(Seoul Area Command) - 용산기지
- 울산 항만사령부(Ulsan Port Command)
- 육군지원사령부(ASCOM) - 캠프 마켓
- 육군지역사령부(AACOM)
- 주한 물자지원사령부(MSC-K); 1964년 9월 15일
- 한국 기지사령부(Korea Base Command); 한국 군정기의 주한 미군(USFIK)
- 한국 의무사령부(MEDCOM-K); 1977년 ~ 1984년[2]
- 한국 지원사령부(KORSCOM); 1970년 3월 11일 ~ 1973년
- 한국 지역사령부(Korean Area Command)
- 제8006부대, KCOMZ; 1952년 7월 11일 ~ 1955년 7월
- 제8007부대, 복구사령부(Recovery Command) - 대구시
- 제8201부대
  - UN 한국민간원조사령부(UNCACK); 1950년 12월 1일 ~ 1953년 7월 1일
  - 한국민간원조사령부(KCAC); 1950년 10월 7일 ~ 1955년 12월 1일
- 제8203부대, 유엔 전쟁포로사령부

#### 베트남
- 주월 미국 육군
- 주월 미국 육군 공병사령부[3]; 1966년 ~ 1972년
- 주월 미국 육군 의무사령부; 1970년 ~ 1973년
- 기동타격대사령부(MSFC)
- 수도군사원조사령부 CMAC)
- 냐짱 지원사령부(Support Command, Nha Trang)
- 다낭 지원사령부(Support Command, Đà Nẵng)
- 붕따우 지원사령부(Support Command, VaTau)
- 사이공 지원사령부(Support Command, Saigon) - 사이공; 1966년 4월 10일 ~ 1972년 6월 16일
- 꾸이년 지원사령부(Support Command, Qui Nhơn)
- 깜라인만 지원사령부(Support Command, Cam Ranh Bay); 1966년 5월 16일 ~ 1972년 6월 29일

#### 일본

##### 혼슈
- 고베 기지사령부(Kobe Base Command) - 고베현
- 요코하마 기지사령부(YBC) - 요코하마현
- 일본 군수사령부(JLC)
- 일본 병기사령부(Japan Ordnance Command)
- 일본 수송터미널사령부(Transportation Terminal Command, Japan)
- 일본 의무사령부(USAMCJ)
- 일본 창사령부(Depot Command, Japan); 1966년 7월 1일 ~ 1969년 9월 1일, 폐지.
- 일본 중앙사령부(Central Command)
- 일본 서남사령부(Southwestern Command)

##### 오키나와
- 오키나와 기지사령부
  - Okinawa Base Command; 10월 14일 ~ 1946년 7월 1일
  - Base Command-Okinawa (현재 USAG 오키나와)
- 류큐사령부(RYCOM); 1946년 7월 1일 ~ 1946년 12월 1일;
- 필리핀-류큐사령부(PHIRYCOM); 1946년 12월 1일 ~ 1948년 8월 1일
- 미국 류큐 열도 육군 (USARYIS); 1948년 8월 1일 ~ 1972년

#### 중국-버마-인도

##### 중국
- 쿤밍 지역사령부; 1944년 11월 24일
- 쿤밍 보충근무사령부
- Yunnanyi 지역사령부
- 잔이구 지역사령부
- 구이양 지역사령부
- 청두 지역사령부
- 바오산 지역사령부
- 북부전투지역사령부(NCAC); 1942년 ~ 1945년 1월 10일
- 전투훈련사령부(CTC) 1943년 1월 21일 ~ 1945년 1월 3일, 분열
  - 중국 전투사령부(임시); 1945년 1월 3일 ~ 끝까지
  - 중국 훈련사령부(임시); 1945년 1월 3일 ~ 끝까지

##### 인도
- 미국 델리 군사지역사령부(ADMAC); 1944년 6월 15일, 설립
- 뉴델리 지역사령부; 1944년 6월 15일, 설립 ~ (불명)

#### 필리핀
- 필리핀-류큐사령부(PHIRYCOM); 1946년 12월 1일 ~ 1948년 8월 1일, 분리됨.
- 필리핀 사령부(PHILCOM); 1948년 8월 1일 ~ (불명)

### 아메리카
- 동부방위사령부 - 포트 제이
- 서부방위사령부 - 프레지디오 오브 샌프란시스코
- 남부방위사령부 - 포트 샘 휴스턴
- 중부방위사령부 - 멤피스
- 중부 지역보건사령부(RHC-C)
  - 중부 공중보건사령부(PHC-C)
  - 중부 치의보건사령부(DHC-C)
- 안틸레스 사령부(Antilles Command) - 푸에르토리코 포트 부차난; 1966년 12월 31일, 해산.
- 카리브 방위사령부 - 쿼리 헤이츠
- 반도기지사령부(Peninsula Base Command) - 플로리다주 오파로카
- 육군지역지원사령부(AASCOM) - 시카고

#### 알래스카
- 알래스카 방위사령부(Alaska Defense Command); 1941년 2월 4일 ~ 1943년 10월 31일, 알래스카 지부로 재편성.
- 유콘 사령부(Yukon Command) - 라드 육군 비행장
- 미국 알래스카 육군 (USARAL) 지원사령부; 1965년 7월 1일, 설립
- 알래스카 지원사령부(Alaskan Support Command)
- 극지지원사령부(Arctic Support Command)
- 극지수송터미널사령부(Transportation Terminal Command, Arctic)

### 유럽
- 본부지역사령부(HQACOM)
- 서부지역사령부(WACOM)
- 남부지역사령부(SACOM)
- 동남부지역사령부(SEACOM)
- 북부지역사령부(NACOM)
- 육군지역사령부(AACOM)
- 유럽 사령부(European Command); 1948년 ~ 1952년
- 아소르스 수송터미널사령부(Transportation Terminal Command, Azores) - 포르투갈령 아소르스 제도
- 카사블랑카 수송터미널사령부(Transportation Terminal Command, Casablanca) - 북아프리카 모로코
- 그리스 수송터미널사령부(Transportation Terminal Command, Greece)
- 스페인 수송터미널사령부(Transportation Terminal Command, Spain)
- 터키 수송터미널사령부(Transportation Terminal Command, Turkey)
- 트리폴리 수송터미널사령부(Transportation Terminal Command, Tripoli) - 리비아

#### 독일
- 베를린 사령부(Berlin Command) - 베를린
- 고등무기지원사령부
- 미국 유럽 육군 공병사령부(ENGCOMEUR)
- 미국 유럽 욱군 의무사령부(MEDCOMEUR); 1970년 ~ 1978년[4]
- 유럽 수송터미널사령부(TTCE)
- 유럽 지역보건사령부(RHC-E)
  - 유럽 공중보건사령부(PHC-E)
  - 유럽 치의보건사령부(DHC-E)
  - 바이예른 보건사령부
- 유럽 전구군지원사령부(TASCOMEUR); 1969년 4월 25일 ~ 1974년 6월
- 유럽 (통신/전략교신/육군교신)사령부
- 특수무기지원사령부

#### 영국
- 런던 기지사령부(London Base Command); 1942년 ~ 1945년
- 북아일랜드 기지사령부(NIBC); 1942년 6월 1일 ~ 1945년
- 영국 수송터미널사령부(Transportation Terminal Command, United Kingdom); 1961년 12월 31일, 설립

#### 오스트리아
- 오스트리아 영역사령부(Zone Command, Asutria)
- 빈 사령부(Vienne Command) - 빈

#### 프랑스
- 제7964부대, 지역사령부(7964th Army Unit, Area Command) - 라로쉐
- 제7965부대, 지역사령부(7965th Army Unit, Area Command) - 베르됭
- 로슈포르 지역사령부(Rochefort Area Command) - 로슈포르
- 센 지역사령부(Seine Area Command) - 센
- 오를레앙 지역사령부(Orleans Area Command) - 오를레앙
- 항구지역사령부(Port Area Command) - 프랑스 샤랑트마리팀주 크화샤뽀

### 중동
- 페르시아만 근무사령부; 1944년 ~ 1945년

## 기능별
- 공수사령부; 1942년 ~ 1946년
- 전투개발사령부(Combat Developments Command) - 캔자스주 포트 리븐워스; 1962년 ~ 1974년
- 전투지원사령부Combat Support Command - 포트 블리스
  - 제49전투지원사령부
  - 제574전투지원사령부[5]
- 전투감시표적획득사령부(Combat Surveillance and Target Acquisition Command) - 포트 후아추카
- USAG 블리스 본부사령부(Headquarters Command) - 포트 블리스
  - 사격장사령부(Range Command)
- 육군예비군사령부(USARC) - 포트 리버티
- 육군우주사령부(ARSPACE); 1988년
- 육군전력전략사령부(ARSTRAT); 2002년

- 공병수륙양용사령부(Engineer Amphibian Command)
- 모집사령부 - 포트 녹스
- 안보전력원조사령부(SFAC) - 포트 리버티; 2018년 11월
- 연료배급사령부(PDC)
- 육군가입사령부(U.S. Army Accessions Command); 2002년 ~ 2011년 1월 18일

### 군수
- 제1군수사령부; 1950년 8월 24일 ~ 1970년 12월 6일[6]
- 제2군수사령부; 1950년 7월 4일 ~ 1952년 11월 1일; 1957년 5월 15일  ~ 1972년 5월 15일
- 제3군수사령부; 1950년 9월 19일 ~ 1953년 3월 20일; 1958년 11월 5일 ~ 1974년 9월 22일
- 제4군수사령부; 1952년 1월 16일 ~ 1954년 1월 20일; 1958년 6월 15일 ~ 1967년 6월 23일
- 제6군수사령부
- 제5군수사령부; 1958년 6월 15일 ~ 1960년 3월 1일
- 제7군수사령부 - 대한민국 대구시; 1957년 7월 1일 ~ 1964년 8월 1일
- 제8군수사령부(SETAF 지원) - 이탈리아 레그혼
- 제9군수사령부 - 오키나와, 태국; 1960년 10월 24일 ~ 1970년 6월 12일
- 제201군수사령부
- 제300군수사령부; 1954년 5월 28일 ~ 1960년 12월 5일
- 제301군수사령부
- 제302군수사령부
- 제303군수사령부
- 제304군수사령부
- 제305군수사령부
- 제306군수사령부
- 제307군수사령부
- 제308군수사령부
- 제309군수사령부
- 제310군수사령부[7]
- 제311군수사령부
- 제312군수사령부
- 제313군수사령부
- 제314군수사령부
- 제315군수사령부
- 제316군수사령부[8]
- 제317군수사령부
- 제318군수사령부
- 제319군수사령부
- 제320군수사령부
- 제321군수사령부
- 제322군수사령부 - 포트 그레그-애덤스
- 제323군수사령부
- 제324군수사령부

### 지원
- 야전지원사령부(ASC); 1996년 11월 25일 ~ 2006년
- 육군지원사령부(ASC); 2006년 9월 22일, 설립
- Army Service Command (ASCOM); 제2차 세계 대전
  - ASCOM-C; 코로넷 작전
  - ASCOM-I; 오키나와 전투 이후
  - ASCOM-O; 올림픽 작전
  - ASCOM-24 - 제24군단/재조선미육군사령부군정청
- 야전군지원사령부(Field Army Support Command (FASCOM))
  - 제7군 지원사령부(7th Army SUPCOM) - 유럽; 1965년 6월 1일 ~ 1969년 6월 25일
  - 제8(군/야전군) 지원사령부(8th FASCOM) - 대한민국 용산기지; 1955년 7월 ~ 1957년 7월 1일; 1968년 3월 1일 ~ 1971년 6월 21일
  - 제22야전군지원사령부(22nd FASCOM); 1960년대 ~ 1970년 12월 7일
- 군단지원사령부(Corps Support Command (COSCOM))
  - 제1(I)군단 지원사령부
  - 제3(III)군단 지원사령부
  - 제5(V)군단 지원사령부
  - 제7(VII)군단 지원사령부; 1969년 3월 1일 ~ 1973년 1월 14일
  - 제18(XVIII)군단 지원사령부
  - 제1군단지원사령부(제18공수군단); 1972년 6월 22일 ~ 1980년 4월 2일
  - 제2군단지원사령부(제7군단); 1978년 10월 21일 ~ 1992년
  - 제3군단지원사령부(제5군단)
  - 제13군단지원사령부(제3군단)
- 지원사령부(Support Command); 냉전
  - 제2지원사령부 - 유럽; 1973년 1월 15일 ~ 1978년 10월 20일
  - 제7지원사령부 - 유럽; 1978년 10월 21일 ~ 1988년 10월 31일
  - 제19지원사령부 - 대한민국; 1977년 9월 20일 ~ 1994년 1월 13일
  - 제21지원사령부 - 유럽; 1976년 ~ 1988년 10월 17일
  - 제22지원사령부 - 사우디아라비아; 1990년 8월 19일 ~ 1991년
- 전구군지역사령부(Theater Army Area Command (TAACOM))
  - 제5전구군지역사령부; 1962년 8월 21일 ~ 1993년 8월
  - 제7전구군지역사령부 - 유럽; 1988년 11월 1일 ~ 1990년 6월 18일
  - 제19전구군지역사령부 - 대한민국; 1994년 1월 14일 ~ 2000년 6월 15일
  - 제21지원사령부 - 유럽; 1988년 10월 18일 ~ 2000년 10월 17일
- 전구지원사령부(Theater Support Command (TSC))
  - 제9전구지원사령부 - 일본; 1994년 12월 9일 ~ 2007년 9월 15일
  - 제19전구지원사령부 - 대한민국; 2000년 6월 16일 ~ 2005년 12월 15일
  - 제21전구지원사령부 - 유럽; 2000년 10월 18일 ~ 2007년 7월 15일
- 전구지원사령부(Theater Sustainment Command (TSC))
  - 제1전구지원사령부(중부사령부)
  - 제8전구지원사령부(태평양 사령부)
  - 제21전구지원사령부(유럽 사령부)
  - 제167전구지원사령부(대륙 방위군)
  - 제377전구지원사령부(대륙 예비군)
- 원정지원사령부(Expeditionary Sustainment Command (ESC))
  - 제3원정지원사령부(제18공수군단)
  - 제4원정지원사령부(예비군)
  - 제13원정지원사령부(제3군단)
  - 제19원정지원사령부(대한민국)
  - 제79유지지원사령부(예비군)
  - 제103원정지원사령부(예비군)
  - 제135원정지원사령부(방위군)
  - 제143원정지원사령부(예비군)
  - 제184원정지원사령부(방위군)
  - 제310원정지원사령부(예비군) - 인디애나주 인디애나폴리스[7]
    - 제311원정지원사령부(예비군) - 캘리포니아주 로스엔젤레스; 1978년 10월 2일

  - 제364원정지원사령부(예비군)
  - 제451원정지원사령부(예비군)
  - 제593원정지원사령부(제1군단)

### 물자
- 국제군수사령부(USAILCOM); 안보원조사령부로 개편.
- 육군물자사령부(AMC) - 앨라바마주 레드스톤 조병창
- 실험실사령부(LABCOM); 1985년 10월 1일
- 장병화생물학사령부(SBCCOM) - 애버딘 시험장; 1993년 ~ 2003년 10월 9일, 연구개발기술사령부에 병합됨.
- 연구개발기술사령부(RDECOM)
- 시설관리사령부(IMCOM) - 텍사스주 포트 샘 휴스턴
- 안보원조사령부(SAC) - 앨라배마주 레드스톤 조병창
- 육군계약사령부(ACC) - 일리노이주 록아일랜드 조병창; 2008년 10월 1일
- 임무시설계약사령부(MICC) -  텍사스주 샌안토니오 합동기지
- 육군지원사령부(ASC); 2006년 9월 22일
- 육군의무군수사령부(AMLC) - 매릴랜드주 포트 데트릭
- 재무관리사령부(FMCOM) - 인디애나주 인디애나폴리스
- 전차-자동차무장사령부(TACOM) - 미시간주 워렌 디트로이트 조병창
- 지상전개배급사령부(SDDC)
- 통신전자사령부(CECOM) - 메릴랜드주 애버딘 시험장
- 합동탄약사령부(JMC) - 일리노이주 록아일랜드 조병창
- 항공미사일사령부(AMCOM) - 앨라배마주 레드스톤 조병창

### 방공
- 육군방공사령부(AADCOM); 1957년 3월 21일~ 1975년 1월 4일
육군대항공기사령부(ARAACOM); 1950년 6월 29일 ~ 1957년 3월 20일
- 중부육군대항공기사령부(CARAACOM)
- 동부육군대항공기사령부(EARAACOM)
- 서부육군대항공기사령부(WARAACOM)
- 제8군 방공사령부 - 일본
- 제10육군방공미사일방어사령부 - 라인 병기막사
- 제14대항공기사령부; 제2차 세계 대전
- 제32육군방공미사일방어사령부 - 포트 실
- 제94육군방공미사일방어사령부 - 포트 샤프터
- 제263육군방공미사일방어사령부(방위군) - 사우스캐롤라이나주 앤더슨
- 우주전략방어사령부(SSDC)
- 우주미사일방어사령부(SMDC) - 앨라바마주 헌츠빌

### 병기

#### 탄약
- 병기탄약사령부(OAC) - 일리노이주 졸리엣; 1950년, 야전탄약공장국을 개편; 1959년
- 병기무기사령부(OWC) - 일리노이주 록아일랜드 조병창; 1954년, 설립; 1959년, WECOM으로 개명.
- 병기특수무기탄약사령부(OSWAC) - 뉴저지주 도버; 1959년, OAC와 OWC를 병합.
- 탄약사령부(MUCOM); 1962년, OSWAC에서 개명.; 1973년 WECOM과 병합됨.
- 무기사령부(WECOM); 1962년, OWC를 개명함.; 1973년, MUCOM과 병합됨.
- 무장사령부(ARMCOM) - 록아일랜드 조병창; 1973년 MUCOM과 WECOM을 병합함. ~ 1977년, ARRADCOM와 ARRCOM 분리됨.
- 육군무장연구개발사령부(ARRADCOM); 1977년, 설립; 1983년, ARRCOM과 병합됨.
- 육군무장물자즉각대응사령부(ARRCOM); 1977년, 설립. ~ 1983년, ARRADCOM과 병합됨.
- 무장탄약화학사령부(AMCCOM) - 록아일랜드 조병창; 1983년, ARRCOM와 ARRADCOM를 병합함. ~ 1994년 해체.
- 창체계사령부(DESCOM) - 펜실베니아주 챔버스버그; 1976년 9월,  설립 ~ 1995년
- 산업운영사령부(IOC); 1995년, AMCCOM과 DESCOM을 병합함. ~ 2000년, OSC로 개편됨.
- 운영지원사령부(OSC); 2000년, IOC를 개편함. ~ 2003년, JMC로 개편됨.
- 합동탄약사령부(JMC); 2003년, OSC를 개편함.
- 합동탄약살상생명주기관리사령부(JM&L LCMC); 2006년, 설립

#### 항공
- 지원정비사령부(SMC) - 오리건주 우마틸라 육군창
- 수송지원정비사령부(TSMC) - 세인트루이스; 1955년 3월
- 수송물자사령부(TMC) - 펜실베이니아주 마리에타; 1955년 3월; 1959년 10월 1일
- 항공지상물자사령부(AVSCOM); 1962년 11월 1일
- 항공물자사령부(AVCOM); 1964년 2월 28일
- 항공체계사령부(AVSCOM); 1968년 9월 23일 ~ 1977년 7월 1일; 1984년 3월 1일 ~ 1992년 10월 1일
- 병력지원사령부(TROSCOM); ~ 1977년 7월 1일
- 병력지원항공물자신속대응사령부(TSARCOM); 1977년 7월 1일 ~ 1984년 3월 1일
- 항공연구개발사령부(AVRADCOM); 1977년 7월 1일, ~ 1984년 3월 1일

#### 미사일
- 육군병기미사일사령부(AOMC); 1958년 3월 31일 ~ 1962년 5월 23일, MICOM으로 개편.[9]
  - 육군탄도미사일국 (ABMA); 1956년 2월 1일 ~ 1961년, AOMC에 병합.
  - 육군로켓미사일국 (ARGMA); 1958년 3월 31일 ~ 1961년, AOMC에 병합.
  - 병기미사일지원국 (AOMSA); 1961년 ~ 1962년 5월 23일, AMSC로 개편.
- 미사일사령부(MICOM); 1962년, AOMC를 개편. ~ 1977년 1월 31일, 폐지; 1979년 7월, 재설립
  - 미사일지원사령부(AMSC); 1962년 5월 23일, AOMSA를 개편
- 미사일연구개발사령부(MIRADCOM); 1977년 1월 31일, MICOM을 분리; 1979년 7월, MICOM으로 재합병됨.
- 미사일연구개발사령부(MIRADCOM); 1977년 1월 31일, MICOM을 분리; 1979년 7월, MICOM으로 재합병됨.

#### 항공 및 미사일
- 항공병력사령부(ATCOM; 1992년 10월 1일 ~ 1995년 9월 8일
- 항공미사일사령부(AMCOM); 1997년 7월 17일

### 수송
- 제7278부대, NEAC 수송터미널사령부(Transportation Terminal Command, NEAC)
- 걸프 수송터미널사령부(Transportation Terminal Command, Gulf)
- 제2수송터미널사령부(2nd Transportation Terminal Command); 1954년 3월 ~ 1978년 2월 1일
- 제3수송사령부; 1954년 3월 27일 ~ 1971년 11월 1일
- 제4수송사령부; 1954년 6월 11일 ~ 1975년 4월 1일; 1981년 2월 16일 ~ 1989년 12월 13일
- 제5수송터미널사령부
- 제7수송사령부; 1954년 3월 27일 ~ 1970년 11월 22일
- 제11수송터미널사령부 - 프랑스
- 제37수송사령부 - 독일
- 제124수송터미널사령부
- 제143수송사령부
- 제184수송사령부
- 제373수송항만사령부(373rd Transportation Port Command)

### 의무
- 의무사령부(MEDCOM)
- 수의사령부(VETCOM); 1994년 10월 2일 ~ 2011년 10월 1일
- 치의사령부(DENCOM); (불명) ~ 2011년 10월 1일
- 미국 육군 예비군 의무사령부(AR-MEDCOM)
  - AMEDD 전문성관리사령부 - 조지아주 포레스트 파크
  - 의무신속대응훈련사령부 - 텍사스주 포트 샘 휴스턴
- 의무연구개발사령부(MRMC)
- 육군의무군수사령부(AMLC)
- 제3의무사령부, 예비군
- 제7의무사령부 - 유럽
- 제18의무사령부 - 태평양
- 제30의무사령부 - 유럽
- 제44의무사령부 - 포트 리버티
- 제807의무사령부, 예비군

### 통신
- 네트워크기획기술사령부(NETCOM); 2002년 10월 1일
전략교신사령부(STRATCOM) - 매릴랜드주 수트랜드; 1964년 3월 1일
육군교신사령부(ACC); 1973년 10월 1일
육군통신사령부(ASC); 1996년 9월 1일
- 제1통신사령부; 1967년 4월 25일 ~ 1969년 3월
- 제5통신사령부; 1958년 3월 20일 ~ 2017년 8월 4일
- 제6통신사령부; 1974년 7월 1일 ~ 1977년 11월 30일; 1990년 12월 4일 ~ 1992년 6월 1일
- 제7통신사령부 - 미국 본토, 조지아주, 포트 고든
- 제9통신사령부 - 미국 본토, 애리조나주 포트 후아추카
- 제311통신사령부 - 하와이주 포트 샤프터
- 제335통신사령부 - 조지아 주, 이스트포인트

#### 정보체계
- 정보체계사령부(ISC); 1984년 10월 1일, 설립
- 정보체계기술사령부(ISEC)
- 컴퓨터체계사령부(CSC); ISSC로 개편.
- 정보체계소프트웨어사령부(ISSC); 1996년 10월, 소프트웨어기술원에 병합됨.

#### 전자-교신
- 전자사령부(ECOM) - 포트 몬머스; 1962년 설립됨.
- 교신전자물자신속대응사령부(CERCOM); 1978년 1월, 설립됨; 1981년 5월 1일,CECOM으로 병합됨.
- 교신연구개발사령부(CORADCOM); 1978년 1월, 설립됨; 1981년 5월 1일,CECOM으로 병합됨.
- 전자연구개발사령부(ERADCOM); 1978년 1월, 설립됨; 1981년 5월 1일,CECOM으로 병합됨.
- 통신전자사령부(CECOM); 1981년 5월 1일, 설립됨.

- 자동데이터필드체계사령부(ADFSC) - 버지니아주 포트 벨보어
- 시뮬레이션운영사령부(STRICOM)

### 포병
- 제56포병사령부; 1970년 ~ 1991년
- 미사일사령부
  - 제1미사일사령부 - 이탈리아, 비첸차; 1957년 ~ 1965년
  - 제2미사일사령부 - 포트 카슨; 1957년 3월 1일 ~ 1961년
  - 제3미사일사령부 - 포트 리버티; 1957년 ~ 1963년
  - 제4미사일사령부 - 캠프 페이지; 1958년 1월 30일 ~ 1978년 6월 1일

### 항공
- 제11항공사령부, 예비군
- 제66전구항공사령부, 국가위병
- 육군예비군항공사령부, 예비군
- 특수작전항공사령부, 현역

### 화학
- 화학연구기술사령부(CRECOM); 1951년 10월 16일 ~ 1956년, 육군화학원에 병합됨.
- 화학물자사령부(U.S. Army Chemical Corps Materiel Command); 1951년 10월 16일 ~ 1956년, 육군화학원에 병합됨.
- 화학연구개발사령부(CRDEC) - 에지우드 조병창
- 육군화생물학방어사령부(CBDCOM); CRDEC를 개편함.; 1998년, 장병화생물학사령부로 병합됨.[10]

### 훈련
- 전투훈련사령부(Combat Training Command) - 포트 무어
- 병기훈련사령부(Ordnance Training Command); 1956년 11월 7일 ~ 1968년 1월 31일, "병기센터와 학교"로 재편성.
- 통신훈련사령부(Signal Training Command); 1960년 10월 24일 ~ 1962년 10월 23일, "통신센터와 학교"로 재편성.
- 수송항만훈련사령부(Transportation Port Training Command)
- 항공부대훈련사령부(AAUTC); 1955년 8월 1일 ~ 1957년 11월 23일, 육군항공학교로 재편성.
- 화학대 훈련사령부(Chemical Corps Training Command) - 포트 매클렐런; 1951년 10월 ~ 1957년 10월 16일, 화학대학교로 재편성.
- 사관후보생사령부
- 제병연합지원사령부(CASCOM) - 포트 그레그-애덤스; 1990년

## 같이 보기
- 미국 육군의 군 목록
- 미국의 군단 목록
- 미국 육군의 사단 목록
- 미국 육군의 여단 목록

## 참고

### 인용
1. ↑  “349.5.1 Records of the Hawaiian Defense Command” (영어). U.S. National Archives and Records Administration. 2016년 8월 15일. 2018년 8월 18일에 원본 문서에서 보존된 문서. 2020년 1월 17일에 확인함.
2. ↑  “US Army Medical Command Korea” (영어). Office of Medical History. 2019년 12월 12일에 원본 문서에서 보존된 문서. 2019년 12월 8일에 확인함.
3. ↑  Richard A. Rinaldi (1999). “US Army in Vietnam Order of Battle: Arrivals and Departures GHQ Engineers” (영어). 2018년 5월 30일에 원본 문서에서 보존된 문서. 2018년 5월 29일에 확인함.
4. ↑  “US Army Medical Command Europe” (영어). Office of Medical History. 2019년 12월 12일에 원본 문서에서 보존된 문서. 2019년 12월 8일에 확인함.
5. ↑  Tech. Sgt. Jonathan Hehnly (2017년 6월 14일). “US, Iraqi air forces recover, return pallets to DOD system” (영어). 386th Air Expeditionary Wing Public Affairs. 2019년 12월 8일에 확인함.
6. ↑  “Headquarters and Special Troops Battalion, 1st Sustainment Command Lineage” (영어). Center of Miilitary History. 2008년 11월 20일. 2017년 8월 31일에 원본 문서에서 보존된 문서. 2019년 12월 20일에 확인함.
7. 1 2  “316th Sustainment Command” (영어). globalsecurity.org. 2019년 12월 20일에 확인함.
8. ↑  “Headquarters and Headquarters Company, 316th Sustainment Command” (영어). Center of Miilitary History. 2007년 5월 22일. 2019년 12월 20일에 확인함.
9. ↑  “Redstone Arsenal, Huntsville”. 《astronautix.com》 (영어). Encyclopedia Astronautica. 2019년 12월 7일에 확인함.
10. ↑  “SBCCOM: About Us: Fact Sheet”. 《GulfLINK》 (영어). 2019년 12월 27일에 확인함.

### 자료
- “Organization” (영어). U.S. Army Public Affairs. 2019년 12월 4일에 확인함.
- “Commands Creating Records Located at NPRC” (PDF) (영어). 2019년 12월 4일에 확인함.
- “Order of Battle of The U.S. Army Ground Forces In World War II: Pacific Theater of Operations” (PDF) (영어). Washington D.C.: 미국 육군부 군사사총감청. 1959. 2017년 11월 9일에 확인함.